# Blunderbuss (Jack White)
Blunderbuss è il primo album solista dell'ex cantante e chitarrista dei White Stripes Jack White.
L'album è stato pubblicato il 23 aprile 2012 e viene anticipato dal singolo Love Interruption.
Nei primi sei mesi del 2012, l'album ha venduto 324 000 copie negli Stati Uniti.

## Antefatti
Tempo prima dell'annuncio dell'album Jack White aveva dichiarato: "Per molto tempo ho evitato di pensare a dei dischi da far uscire come solista, ma è come se queste canzoni potessero uscire solo a mio nome. Le ho scritte partendo da zero, non hanno nulla a che fare con niente o nessuno che non siano la mia propria e personale espressione”.
Per pubblicizzarne l'uscita partecipò anche al "Saturday Night Live" nella puntata in onda il 3 marzo.

## Tracce
1. Missing Pieces – 3:27
2. Sixteen Saltines – 2:37
3. Freedom at 21 – 2:51
4. Love Interruption – 2:36
5. Blunderbuss – 3:06
6. Hypocritical Kiss – 2:50
7. Weep Themselves to Sleep – 4:19
8. I'm Shakin' – 3:00
9. Trash Tongue Talker – 3:20
10. Hip (Eponymous) Poor Boy – 3:03
11. I Guess I Should Go To Sleep – 2:37
12. On and On and On – 3:55
13. Take Me with you when You Go – 4:10

## Musicisti
- Jack White – voce, chitarra elettrica (tracce 1, 2, 3, 7, 8 e 13), chitarra acustica (tracce 4, 5, 10 e 12), pianoforte (tracce 9, 11, 12 e 13), basso (traccia 6), batteria (traccia 11), Rhodes (traccia 1), guitar case (traccia 11), clapping (traccia 8)
- Carla Azar - batteria (tracce 1, 2, 3, 6, 7, 8, 10 e 13), maracas (traccia 6), percussione (traccia 2), shaker (tracce 1 e 8), clapping (traccia 8)
- Emily Bowland - clarinetto, clarinetto basso (traccia 4)
- Bryn Davies - contrabbasso (tracce 1, 2, 3, 5, 7, 8, 10, 12 e 13), clapping (traccia 8)
- Karen Elson - cori (tracce 8, 12 e 13)
- Joey Glynn - contrabbasso (traccia 11)
- Adam Hoskins - chitarra acustica (traccia 11)
- Olivia Jean - clapping, batteria, chitarra acustica, chitarra elettrica
- Daru Jones - batteria, tamburello (traccia 9)
- Fats Kaplin - violino (tracce 2 e 13), mandolino (traccia 10), pedal steel (tracce 5 e 12)
- Patrick Keeler - batteria (traccia 12)
- Ryan Koenig - cori (traccia 11)
- Pokey LaFarge - mandolino, cori (traccia 11)
- Jack Lawrence - basso (traccia 9)
- Laura Matula - cori (tracce 8, 12 e 13)
- Jake Orrall - chitarra elettrica (traccia 9)
- Lillie Mae Rische - violino (traccia 13)
- Brooke Waggoner - Fender Rhodes (traccia 13), Hammond B3 (traccia 2), pianoforte (tracce 5, 6, 7, 10 e 12), Wurlitzer (traccia 4)

## Classifica
| Paese         | Posizione massima |
| ------------- | ----------------- |
| Australia     | 2                 |
| Svizzera      | 1                 |
| Germania      | 3                 |
| Austria       | 3                 |
| Francia       | 5                 |
| Paesi Bassi   | 4                 |
| Svezia        | 20                |
| Finlandia     | 13                |
| Norvegia      | 2                 |
| Danimarca     | 3                 |
| Italia        | 11                |
| Spagna        | 25                |
| Portogallo    | 8                 |
| Nuova Zelanda | 2                 |